# Willie the Pimp
«Willie the Pimp» es una canción de blues rock del álbum de 1969 de Frank Zappa, Hot Rats. Cuenta con una voz idiosincrásica de Captain Beefheart y uno de los solos de guitarra clásicos de Zappa. Es la única pista que no es instrumental en el álbum, aunque la pista presenta un solo de guitarra largo y esta no la canta Zappa, sino que las vocales las provee el amigo y colaborador de Frank, Don Van Vliet, más conocido como "Captain Beefheart".
La canción ocupó el puesto 75 en la lista de "Las 100 mejores canciones de guitarra de todos los tiempos" de la revista Rolling Stone.

## Composición
La pieza de nueve minutos comienza con un riff de violín de blues de Don "Sugarcane" Harris. Zappa complementa la batería de John Guerin con elementos de percusión que apoyan el groove de la pieza. Max Bennett también toca un bajo fluido. Después de cuatro bloques de estrofas de dos versos, hay un breve descanso de guitarra, luego otros dos versos y el coro, el que comienza el solo de guitarra en paralelo y que continúa más allá del estribillo. Después de un interludio de Scat, Beefheart repite el coro. Zappa luego continúa el solo, que se reduce ligeramente durante el canto, hasta el final de la pieza.

## Grabación
La sesión de estudio para "Willie the Pimp" se grabó el 29 de julio de 1969, si bien en el álbum aparecen 9 minutos, la toma maestra sin sobregrabaciones dura alrededor de 15. Después se usó la técnica overdubbing para diferentes instrumentos, incluidas partes de guitarra.
Las únicas pistas vocales del álbum las canta Don Van Vliet, también conocido como Captain Beefheart, Zappa ya conocía a Van Vliet de su juventud y había anteriormente producido el álbum de 1969, Trout Mask Replica. Estas pistas vocales fueron grabadas aparte y sobrepuestas en la mezcla.
Varios críticos destacan positivamente la voz de blues del Captain Beefheart. El crítico musical Steve Huey compara a Beefheart con el cantante de blues Howlin 'Wolf . 

### Personal
Adaptado de los créditos en las notas de Hot Rats.
- Frank Zappa - guitarra, percusión
- Ian Underwood - instrumentos de teclado
- Captain Beefheart - voz
- Sugarcane Harris - violín
- John Guerin - batería
- Max Bennett - bajo

## Recepción
La mayoría de los críticos toman positivamente el solo de guitarra fuertemente distorsionado por el wah-wah. Ben Watson, por ejemplo, lo califica como innovador y el mejor solo grabado por Zappa hasta la fecha, Kelly Fisher Lowe lo describe como una obra maestra que muestra la dirección en la que Zappa se está desarrollando estilísticamente. Lester Bangs de la revista Rolling Stone, por otro lado, siente que el solo es largo, monótono y caracterizado por "patrones sorprendentemente simples".

## Interpretaciones en vivo
La canción apareció como instrumental en el álbum en vivo de The Mothers of Invention, Fillmore East - June 1971, originalmente dividida como la última pista en la cara uno, con una duración de 2:50 y continuando en la primera pista en la cara dos del LP durando 1:54. Otra versión instrumental corta apareció en You Can't Do That on Stage Anymore, Vol. 4 como una transición de 2 minutos con 6 segundos entre "My Guitar Wants To Kill Your Mama" y "Montana".

### Personal en vivo

#### "Fillmore East - June 1971"
- Frank Zappa - guitarra
- Mark Volman - voz
- Howard Kaylan - voz
- Ian Underwood - instrumentos de viento, teclados, voz
- Aynsley Dunbar - batería
- Jim Pons - bajo, voz
- Bob Harris - segundo teclado, voz
- Don Preston - Minimoog

"You Can't Do That in Stage Anymore, Vol. 4"
- Frank Zappa - guitarra principal, voz
- Ike Willis - guitarra, voz
- Ray White - guitarra, voz
- Bobby Martin - teclados, saxofón, voz
- Allan Zavod - teclados
- Scott Thunes - bajo
- Chad Wackerman - batería

## Legado y versiones
- Juicy Lucy hizo una versión de "Willie the Pimp" en su lanzamiento de 1970 Lie Back and Enjoy It, su versión fue incluida en la compilación Vertigo Mixed de Andy Votel, lanzada en 2005.
- Aynsley Dunbar grabó una versión de 15 minutos con 55 segundos con su banda Blue Whale en 1971. Dunbar era el baterista de Frank Zappa y the Mothers of Invention en el momento en que se lanzó el álbum.
- Stack Waddy en su álbum de 1972 Bugger Off!.